# کاستیو اوردیالس
کاستیو اوردیالس (اسپانیایی: Alberto Urdiales‎؛ زادهٔ ۱۷ نوامبر ۱۹۶۸) بازیکن هندبال اهل اسپانیا بود.
وی در مسابقات کشوری و بین‌المللی در مجموع برندهٔ ۲ مدال برنز شده‌است.